# 芬肯湖

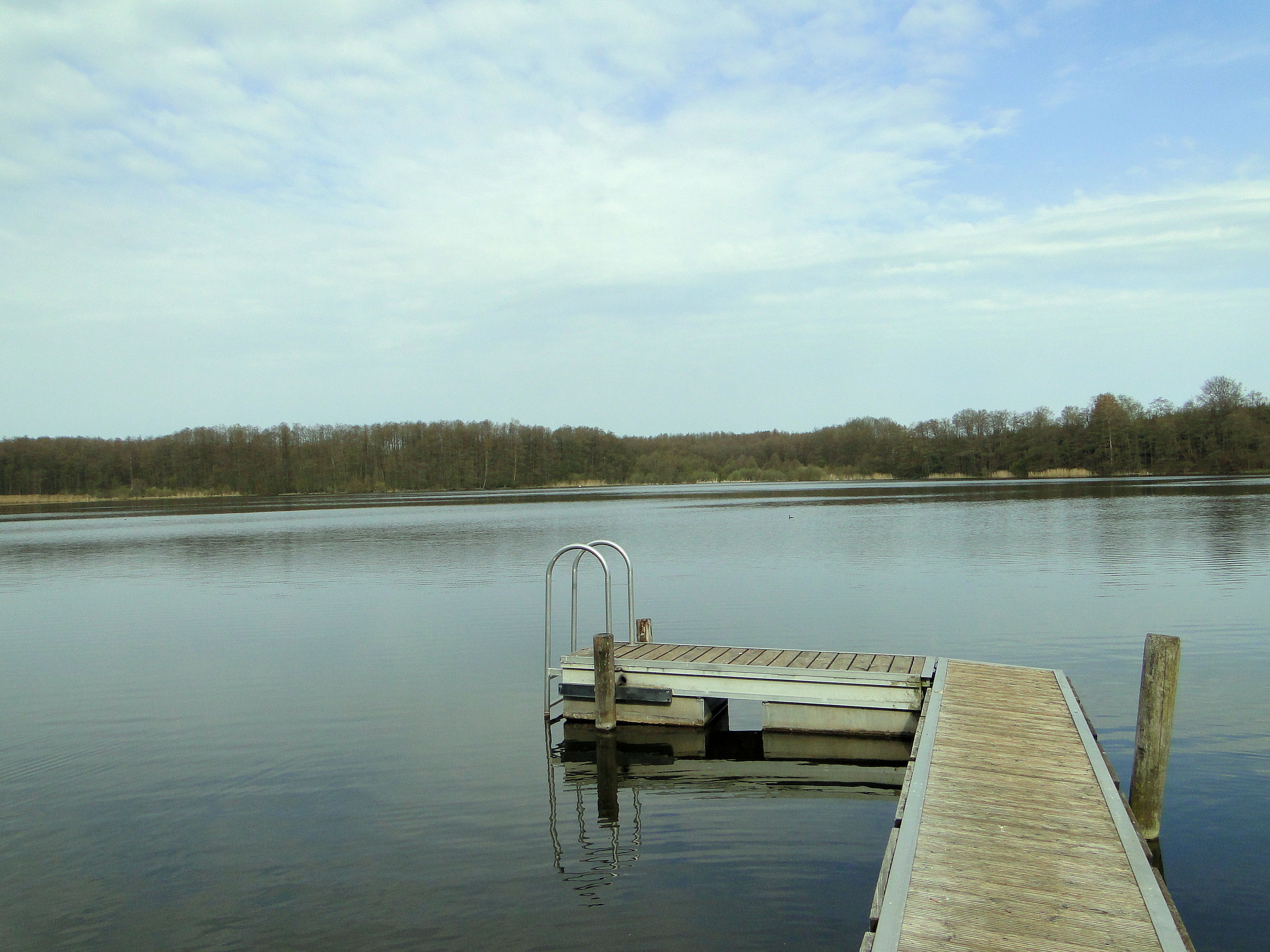

53°21′18″N 12°26′06″E / 53.355°N 12.435°E
芬肯湖（德語：Finckener See），是德國的湖泊，位於該國東北部，由梅克倫堡-前波美拉尼亞州負責管轄，處於梅克倫堡湖區縣，長0.6公里、寬0.4公里，面積0.17平方公里，海拔高度71米，平均水深2.8米，最大水深5.6米，水體容量48萬立方米。